# Triolet (Mauritius)
Triolet egy közepes méretű település Mauritius északi részén. Lakosainak száma 23 386 fő (2011). Hozzávetőlegesen 11 kilométerre található a sziget fővárosától, Port Louistól. A település hindu templomairól ismert, amelyek különlegességnek számítanak Afrikában.

## Népessége
| Lakosok száma | 18 772 | 21 250 | 23 386 |
|               | 1990   | 2000   | 2011   |

## Galéria

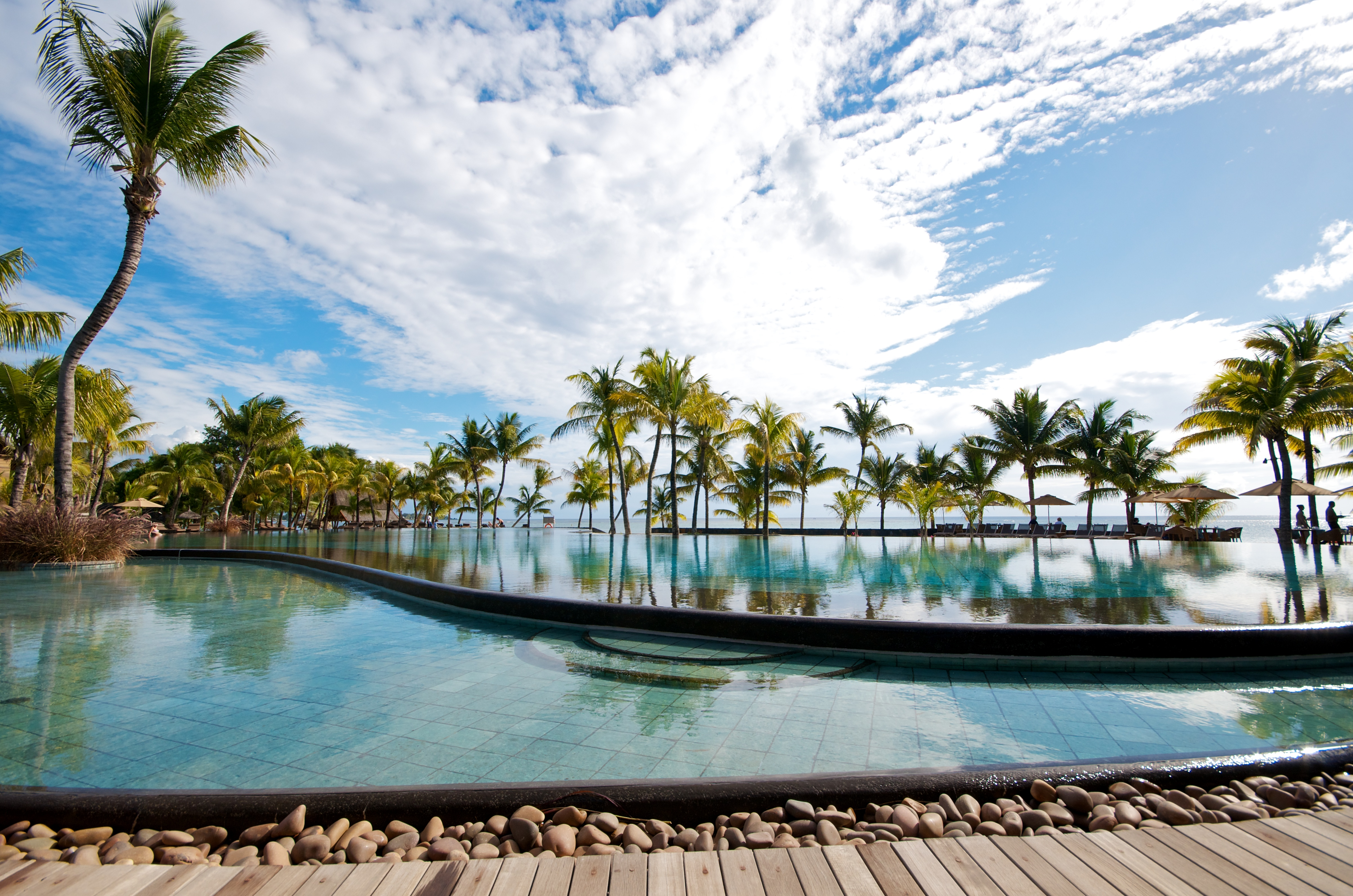
A településen található tengerpart
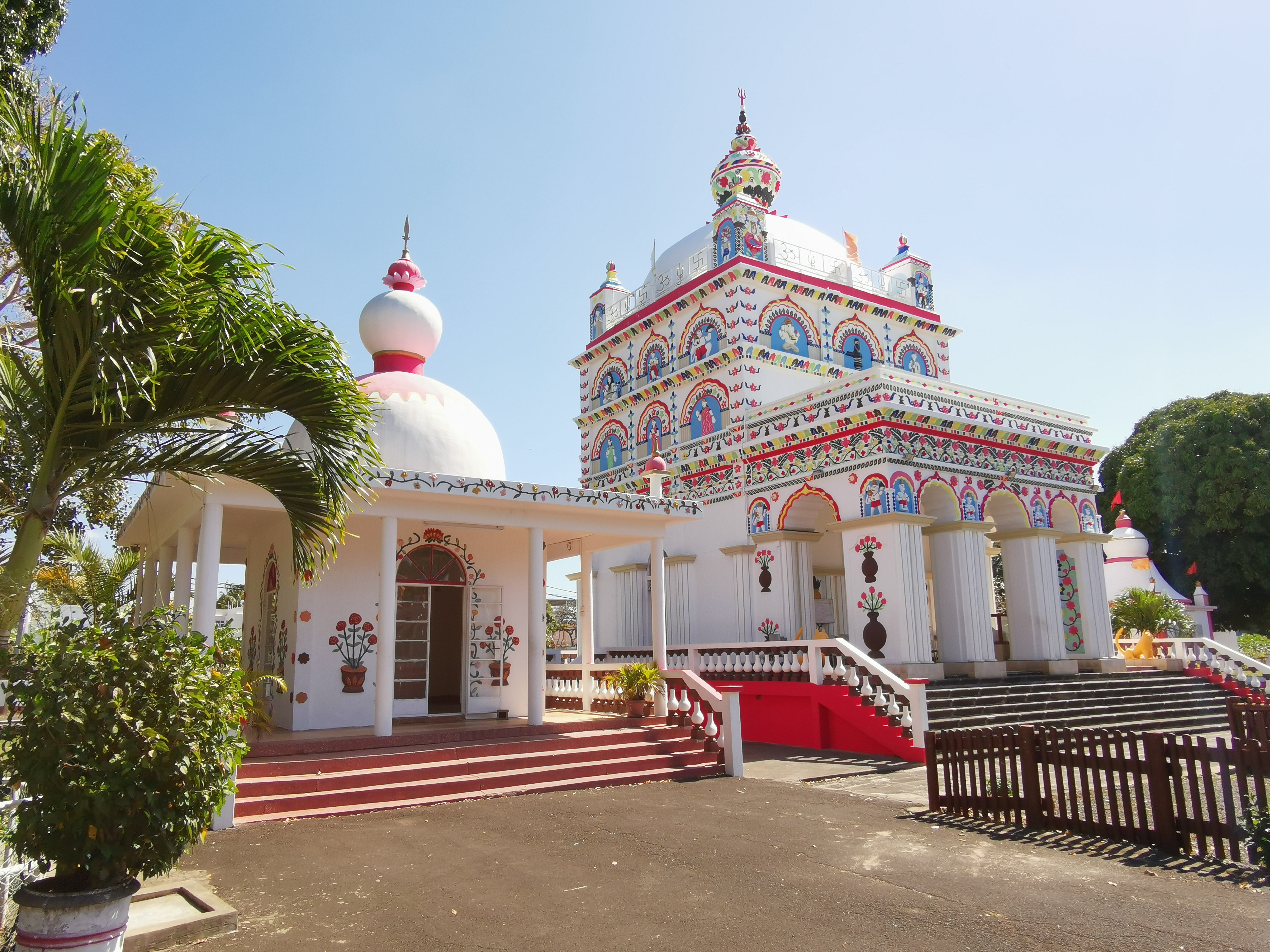
Hindu templom a településen
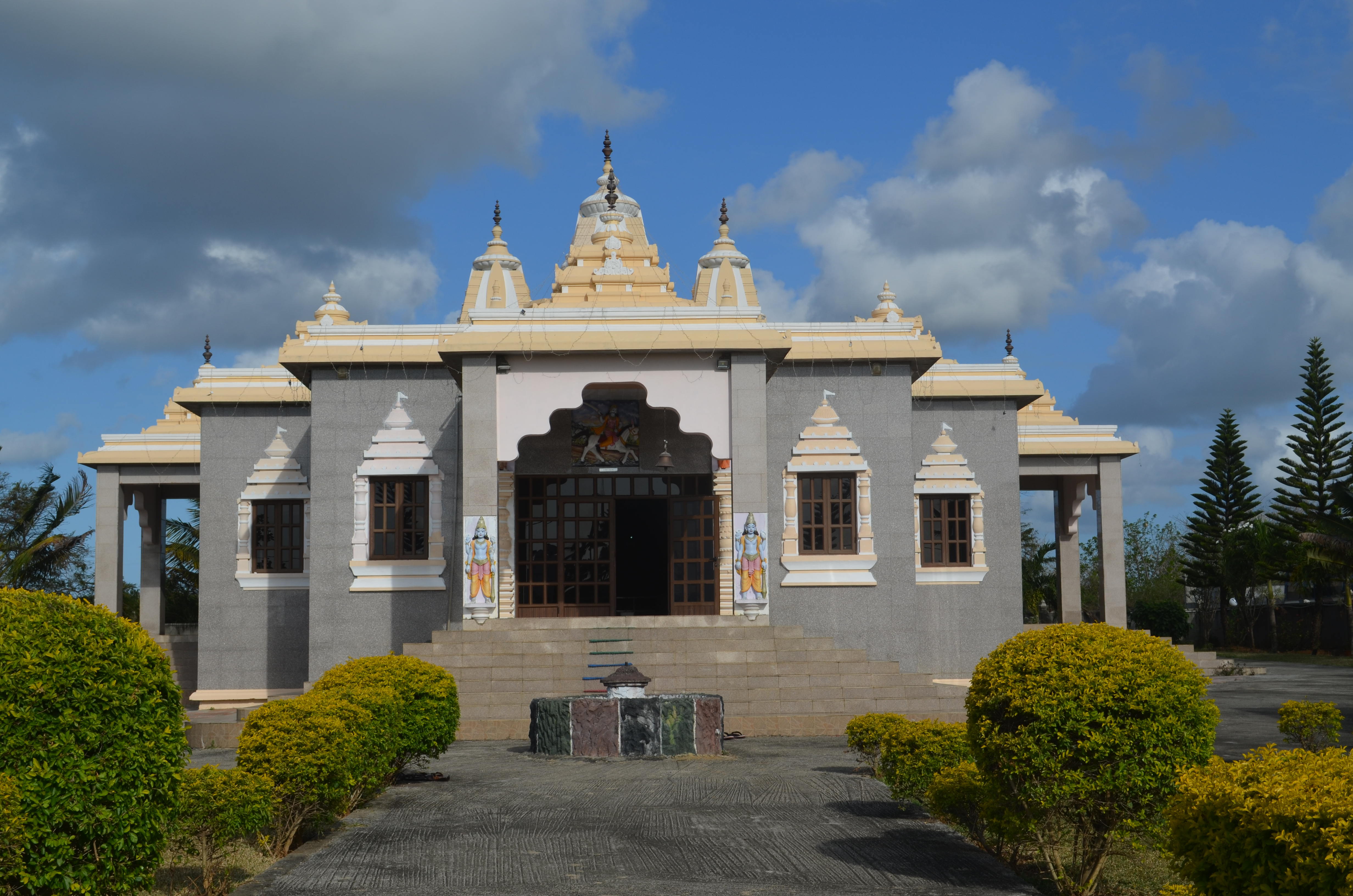
Hare Krishna templom